# Smilax nova-guineensis
Smilax nova-guineensis là một loài thực vật có hoa trong họ Smilacaceae. Loài này được T.Koyama mô tả khoa học đầu tiên năm 2001.